# Clos de Can Rodon de l'Hort
El Clos de Can Rodon de l'Hort és un jaciment arqueològic de les èpoques ibèrica i romana que es troba a Cabrera de Mar (el Maresme), inclòs a l'Inventari del Patrimoni Arqueològic i Paleontològic de Catalunya.

## Accès
Se situa al centre del nucli urbà de Cabrera de Mar, en una zona de pendent suau (petit altiplà) entre el torrent de Sant Feliu i la riera de Cabrera.

## Descripció

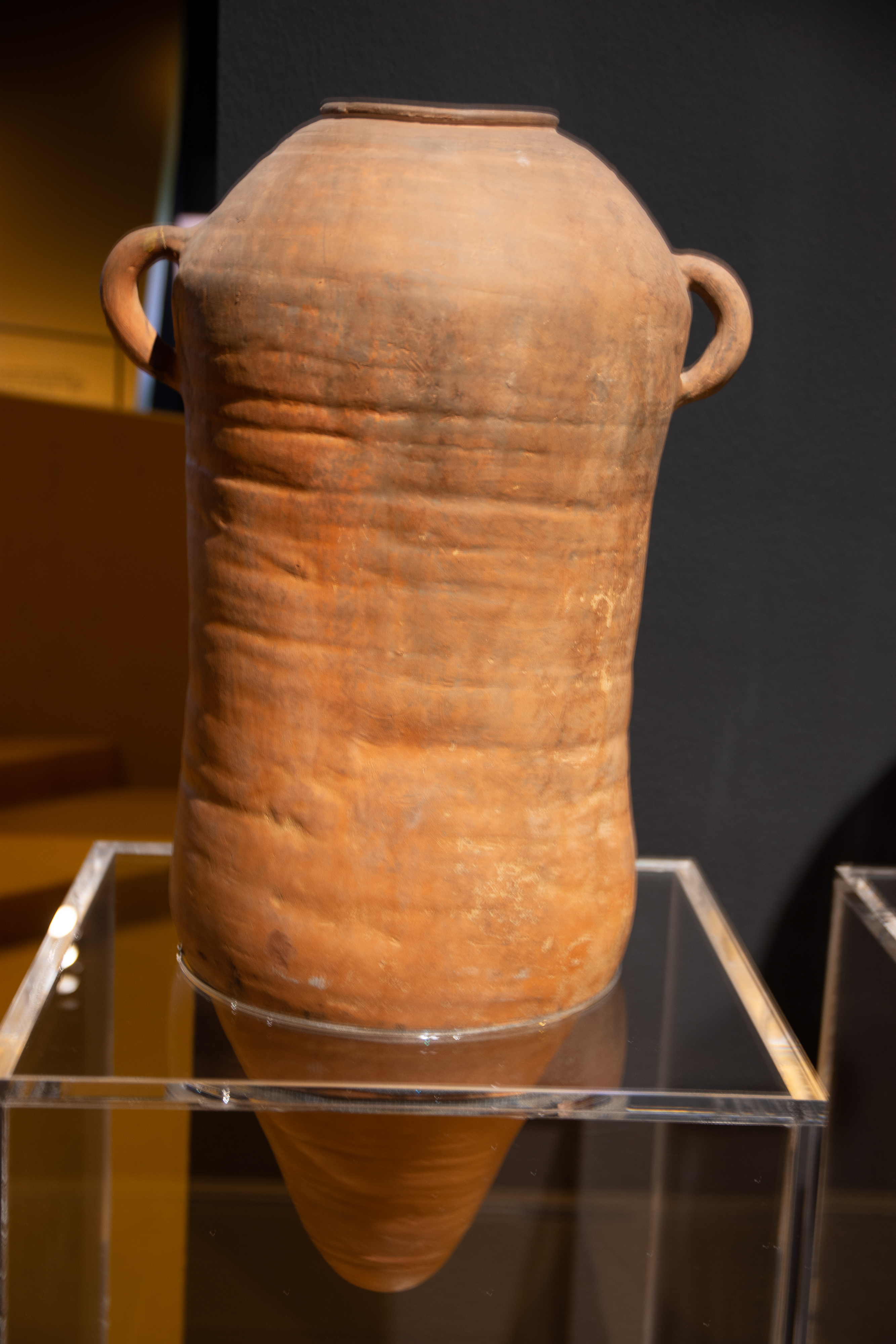
Amfora funerària ibèrica de Can Rodon de l'Hort. Segle III a. C, MAC

El jaciment arqueològic de Can Rodon de l'hort, també conegut com a Horts del rector, consisteix en una necròpolis ibèrica dels segles IV-III aC i en les restes d'una important trama urbana datada en època romana-republicana (segles II-I aC).
La necròpolis ibèrica està situada al sud del jaciment, en un altiplà, i consisteix en diverses tombes d'incineració excavades al subsòl, en forma de sitja, que contenen àmfores que s'utilitzaren com a urna cinerària envoltades d'ofrenes. Pels materials ceràmics recuperats, sembla que funcionà del 350 al 250 aC.
La resta del jaciment, i en part també al sud, està ocupat per la trama urbana datada en època romana-republicana (segles II-I aC), conformada per un vial empedrat de cinc m d'amplada que discorre en sentit nord-sud, amb una cronologia d'entre el 150 i el 80 aC, el qual estructura una sèrie d'àmbits a banda i banda. El cantó oest del carrer estaria ocupat per habitatges, mentre que al cantó est s'ubicarien diversos tallers.

## Història

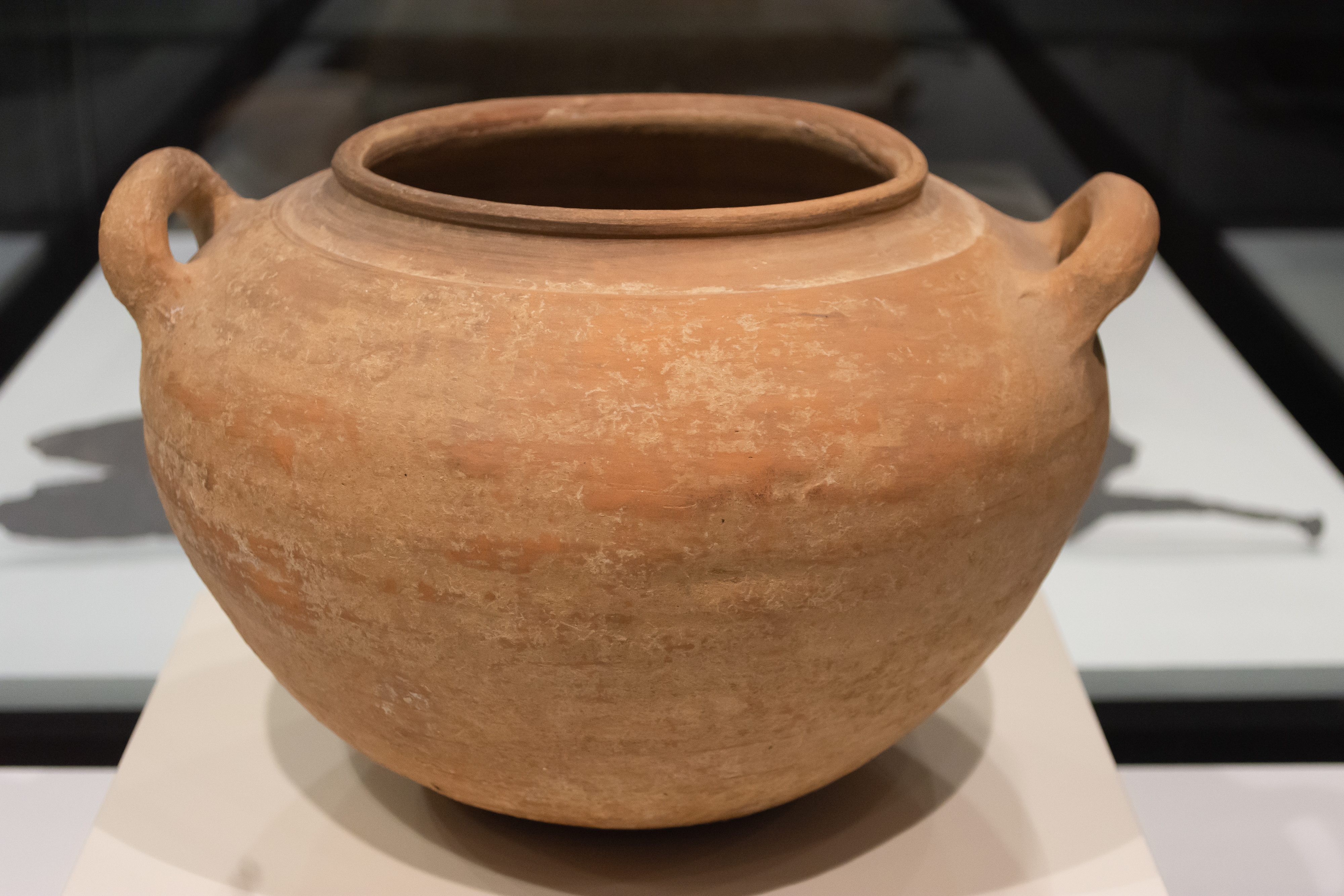
Urna funerària ibèrica, s. III a.C. 7144. MAC-BCN07144

L'any 1881, es descobriren unes tombes amb motiu de l'anivellament d'uns terrenys de la finca on s'emplaçava el jaciment, les quals contenien materials dels segles IV-III aC.
Entre el 1969 i el 1970, s'excavaren quatre tombes més, que aportaren materials de la mateixa cronologia (350-250 aC) que les ja trobades a finals del segle XIX. Es tractava de tombes excavades al subsòl, en forma de sitja, que feien 1 m de diàmetre i 0,8 m de fondària, amb dos forats al fons que servien per mantenir dretes les dues àmfores que es dipositaren, una de les quals funcionà com a urna cinerària, al voltant de la qual es trobaren diverses ofrenes (ceràmica, armament, restes de menjar, etc.).

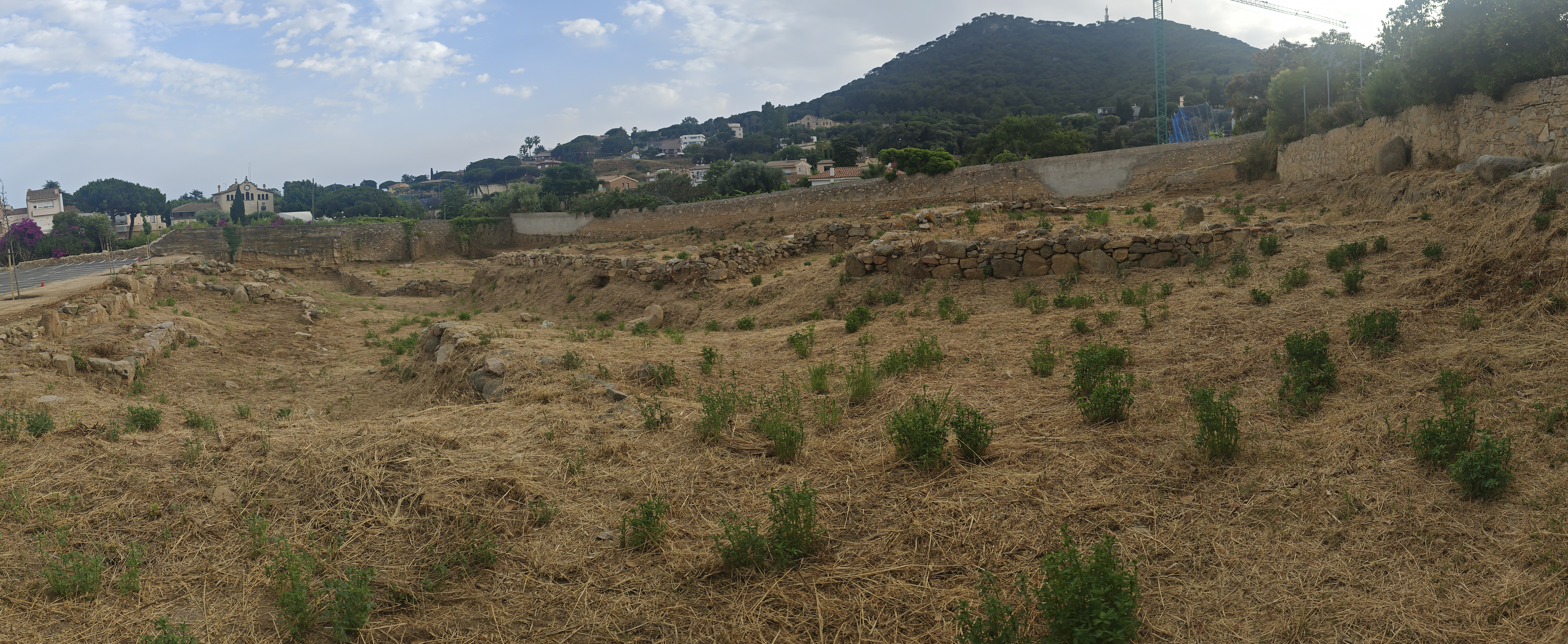
Clos de Can Rodón de l'Hort

L'any 1975, amb motiu de la construcció d'unes pistes de tenis, aparegueren materials ceràmics del segle III aC a l'escombrera produïda pel moviment de terres.
El 2006, arran d'uns moviments de terres que es dugueren a terme per a urbanitzar la zona, al nord d'on s'havia trobat la necròpolis ibèrica, quedaren al descobert diversos murs de tàpia amb els seus arrebossats, que informarien de la presència d'una illa de cases d'època romana-republicana, així com una dolia a l'extrem oest de la parcel·la, datada a la segona meitat del segle ii.